# فرهنگسرای پایداری
فرهنگسرای رسانه که سال‌ها با نام فرهنگسرای پایداری فعالیت می‌کرد، در تهران، ابتدای خیابان پاسداران، خیابان گل نبی، خیابان ناطق نوری، میدان قبا واقع شده است.
فرهنگسرای رسانه سال ۱۳۸۵ در بخشی از فضای فرهنگ‌سرای خاوران، با هدف ترویج فرهنگ استفاده از رسانه‌ها، به‌ معنای عام (نشریات، رسانه‌های مجازی، تئاتر و سینما، رادیو و تلویزیون، کتاب و...)، کار خود را آغاز کرد. سپس در ۲۲ مرداد ۱۳۸۶ با هدف ایجاد پاتوق رسانه‌ای برای خبرنگاران به ساختمانی جدید در منطقۀ شش تهران واقع در میدان ولیعصر، منتقل شد.
فرهنگ‌سرای رسانه با توجه به استقبال اصحاب رسانه از برنامه‌ها و فعالیت‌های ارائه شده و به منظور توسعه میدان فعالیت و همچنین با توجه به حجم وسیع مخاطبان و با تأکید بر ضرورت توسعه فعالیت‌های مرتبط با فضاهای رسانه‌ای بنا به مطالبات اصحاب رسانه و دست‌اندرکاران عرصه‌های فرهنگی و هنری از ۱۸ آذرماه ۱۳۸۸ به فضایی وسیع‌تر واقع در خیابان شهید گل نبی، خیابان شهید ناطق نوری، میدان قبا منتقل شد.
در حال حاضر مدیریت فرهنگسرا را جناب آقای مهدی شکیبایی از چهره های برجسته در حوزه رسانه ، فرهنگ و سیاست خارجی  بر عهده دارد.
در کنار فعالیت های رسانه ای و مطبوعاتی بخش های دیگر فرهنگسرا کاملا زنده و پویا هستند 
مجموعه ورزشی کامل _سالن چند منظوره توپی _استخر_بدنسازی ک پس از دوران رکود کرونا مجدد بازگشایی شده.
فرهنگسرای رسانه علاوه بر پاتوق اهل رسانه نقش بسزایی در آموزش و پر کردن اوقات فراغت اهالی منطقه پاسداران،دروس،دولت،بلوار شهرزاد و شریعتی را دارد.

## امکانات
این مرکز دارای امکاناتی از قبیل: کتابخانه، نگارخانه و نیز در بخش‌های مختلف آموزشی، فرهنگی، هنری و کسب مهارت‌های حرفه‌ای فعالیت می‌کند.